# Secamone kunstleri
Secamone kunstleri är en oleanderväxtart som beskrevs av Klack.. Secamone kunstleri ingår i släktet Secamone och familjen oleanderväxter. Inga underarter finns listade i Catalogue of Life.